# Ryn
Pour les articles homonymes, voir Ryn (homonymie).
Ryn (en allemand : Rhein, en vieux-prussien : Rins) est une ville polonaise de la voïvodie de Varmie-Mazurie, dans le powiat de Giżycko.

## Galerie

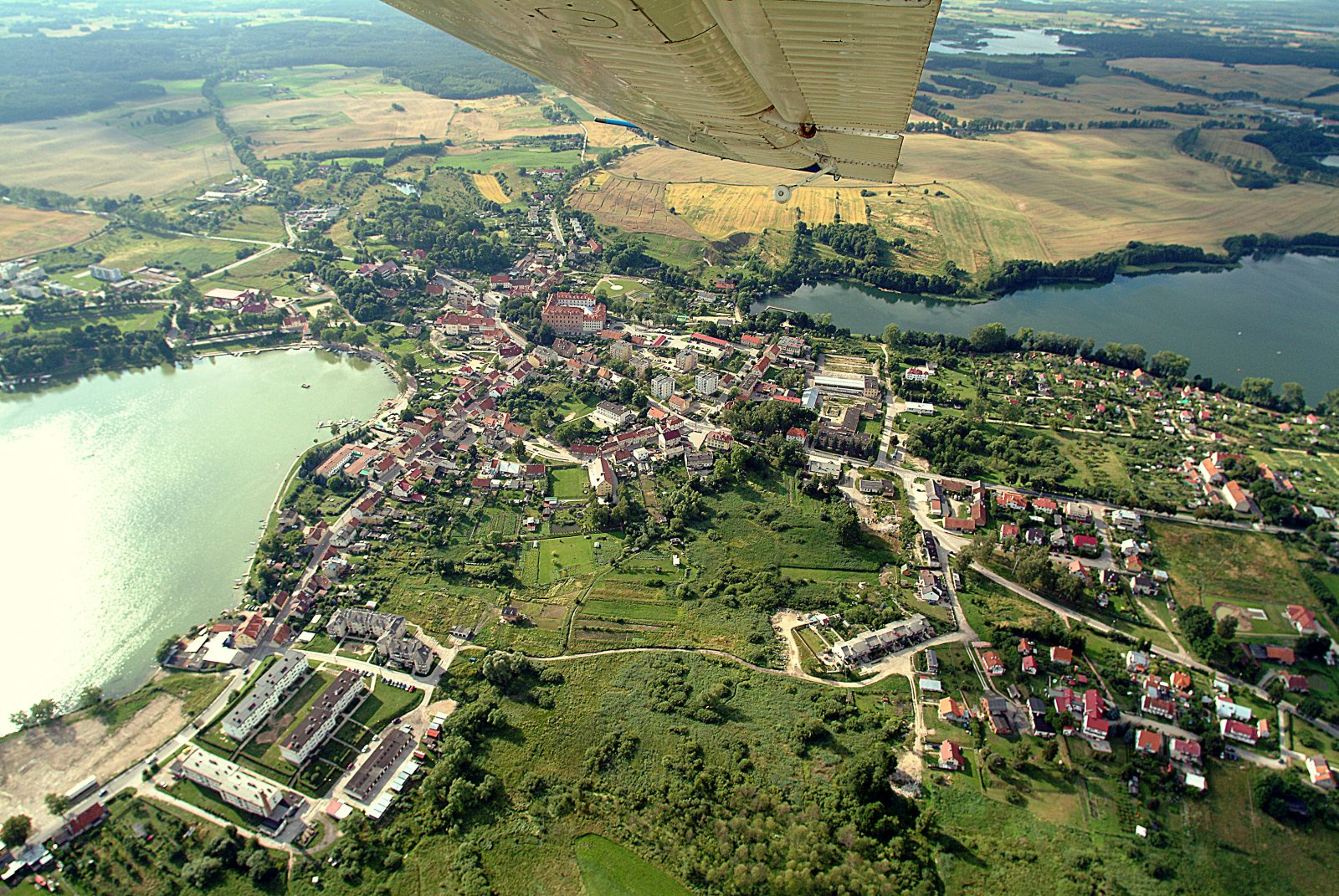
Ryn, entre le lac Ryn et le lac Ołów
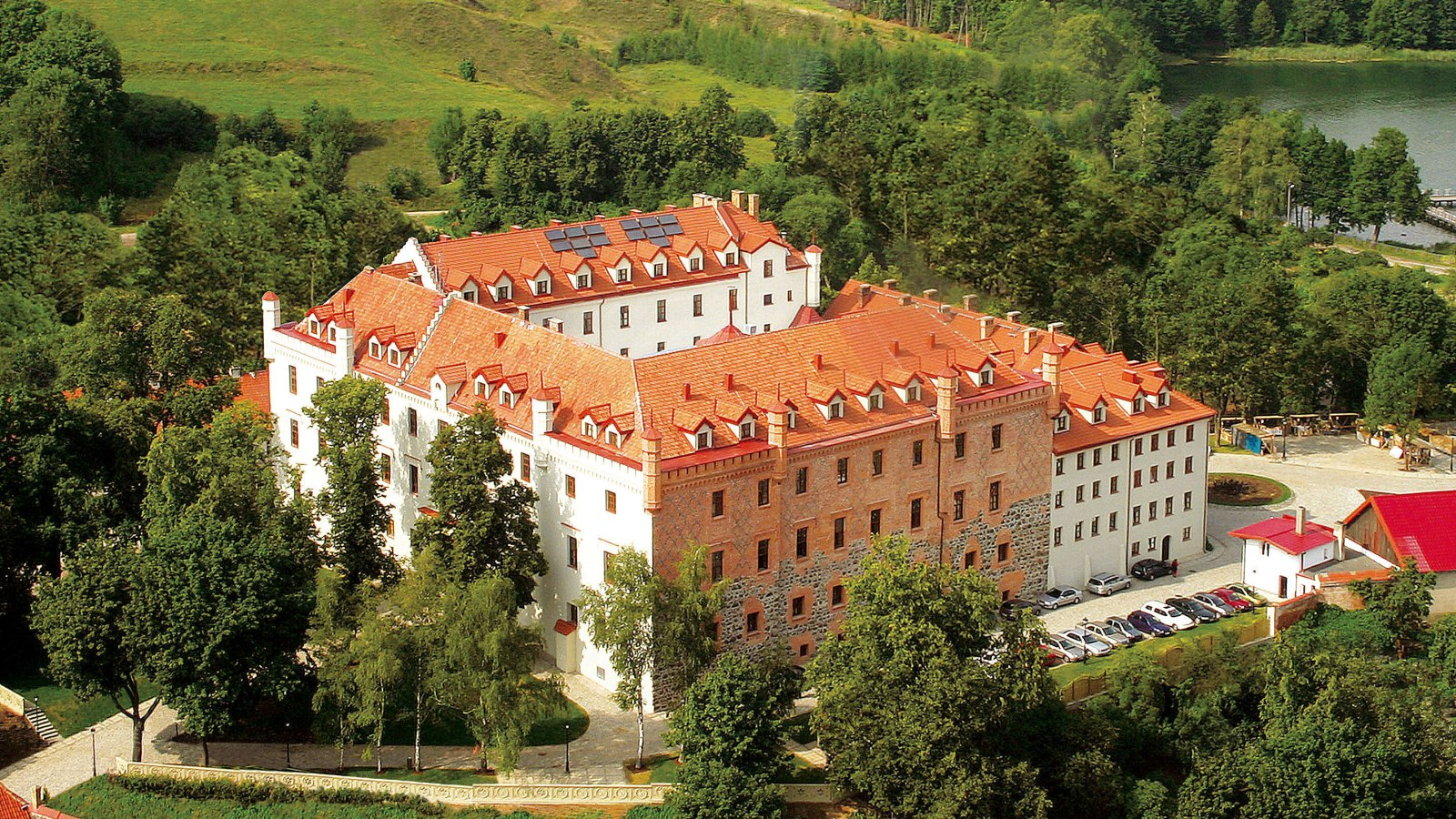
Le château
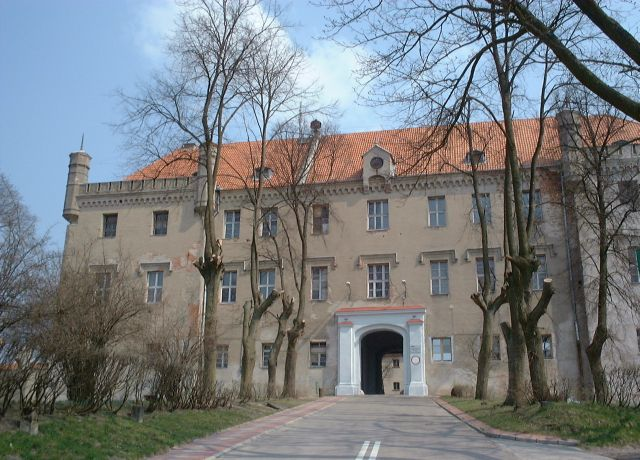
L'entrée du château
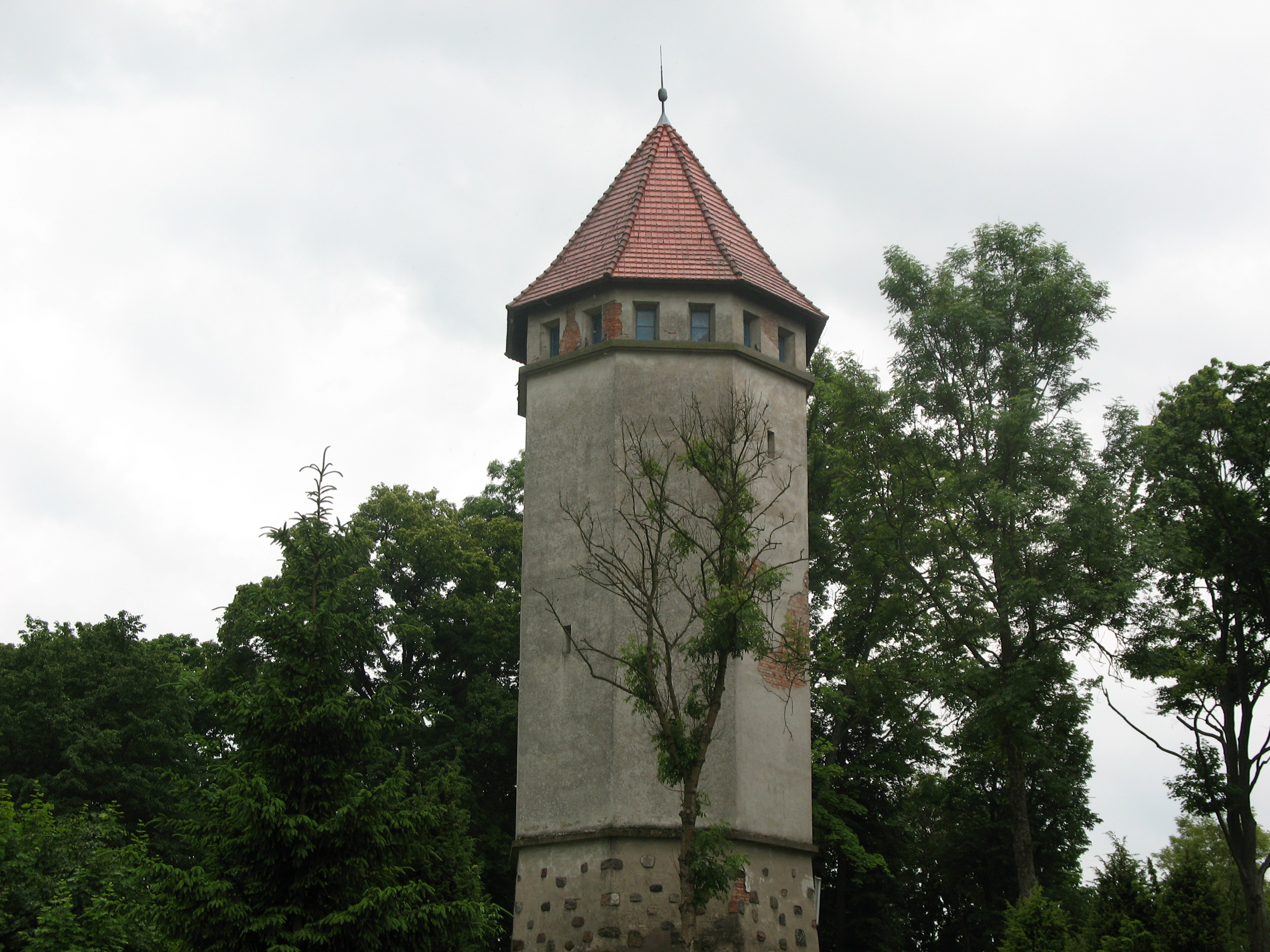
Château d'eau

## Histoire
En 1337, Winrich von Kniprode, grand maître teutonique, fait construire une forteresse sur le site d'une ancienne fortification prussienne. Le village prend le nom allemand de Rhein (d'après le fleuve). Il fait alors partie de la commanderie de Balga.
La commanderie de Rhein est créée en 1393. Son commandeur le plus illustre est Rudolf von Tippelskirch. En 1525, après la sécularisation de l'État monastique des chevaliers teutoniques en duché de Prusse, un Amtshauptmann, siège de l'administration prussienne, est créé à Ryn et demeure en service jusqu'en 1775.
Le village est incendié le 7 février 1657, lors d'un raid tatar sur la Prusse-Orientale et de nombreux habitants sont enlevés. Entre 1709-1711, Rhein est ravagé de la peste. Malgré ces revers, le village devient le centre administratif d'une vaste zone rurale. Le roi Frédéric-Guillaume Ier de Prusse lui accorde son statut de ville en 1723.
Pendant les guerres napoléoniennes, les soldats prennent leurs quartiers à Rhein. De 1818 à 1945, Rhein fait partie de l'arrondissement de Lötzen (de) dans la province de Prusse-Orientale. Au cours des XIXe siècle et XXe siècle, le développement de la ville stagne. Il faut attendre 1902 que Ryn reçoive une liaison ferroviaire, mais celle-ci ne comporte qu'une voie unique à écartement étroit.
Après l'unification de l'Allemagne en 1871, la ville fait partie de l'Empire allemand. À la fin de la Seconde Guerre mondiale, la population allemande est expulsée. Rhein est placée sous administration polonaise et officiellement rebaptisé Ryn.

## Personnalités
- Bruno Hofer (de) (1861-1916), scientifique

## Transports
- Route nationale  Giżycko – Ryn – Mrągowo – Spychowo (de) – Rozogi (pl)
- Route provinciale  Sterławki Wielkie – Ryn – Woźnice

## Jumelages
- Amt Neuhaus (Allemagne) depuis septembre 2011
- Jurbarkas (Lituanie) depuis septembre 2011